# Standstill
Standstill est un groupe de punk hardcore espagnol, originaire de Barcelone, en Catalogne.

## Biographie
Le groupe est formé en 1997 à Barcelone, en Catalogne. Ses deux premiers albums, The Ionic Spell (2001) et Memories Collector (2002), chantés en anglais, suscitent l'intérêt dans les scènes punk hardcore espagnole et européenne. En parallèle, ils commencent à se rapporter à la scène théâtrale alternative de Barcelone et de Madrid, explorant leurs possibilités expressives et arrivant ainsi à leurs propres concerts multidisciplinaires. Après plusieurs années d'expérimentation, ils publient Standstill (2004), chanté en espagnol.
En 2006, après avoir quitté le label Bcore, ils lancent leur propre label Buena Suerte, et, après avoir changé de formation, publient Vivalaguerra, un album très acclamé par les critiques en Espagne. En 2007 sort le documentaire 10 años y una zanahoria sur l'histoire du groupe et son parcours.
En 2010, et après avoir éré récompenses à plusieurs reprises, notamment dans les catégories « meilleur album national de la décennie » par le magazine Mondosonoro pour Vivalaguerra, Adelante, Bonaparte apparaît, composé de trois EP et 20 morceaux. Cet album s'ajoute au concert Rooom. Le 25 juin 2013, Dentro de la luz, septième album du groupe, est publié. 
Le 5 mai 2015, ils annoncent sur leur site web leur séparation définitive après une tournée d'adieu.

## Discographie
- 1998 : The Tide (D.I.Y-Heart in Hand)
- 2001 : The Ionic Spell (Bcore)
- 2002 : Memories Collector (Bcore)
- 2003 : The Latest Kiss (Bcore)
- 2004 : Standstill (Bcore)
- 2006 : Vivalaguerra (Buena Suerte / Intolerancia)
- 2010 : Adelante Bonaparte (Buena Suerte)
- 2013 : Dentro de la luz (Buena Suerte)[5]
- 2016 : Estaría muy bien (Buena Suerte)